# 厳島神社 (増毛町)
厳島神社（いつくしまじんじゃ）は、北海道増毛郡増毛町稲葉町3丁目に所在する神社。増毛厳島神社（ましけいつくしまじんじゃ）とも表記される。

## 歴史
1706年（宝永3年）、増毛に運上屋を設けた村山伝兵衛が弁財社を祭ったのが創祀である。
その後、安永・天明年間に増毛の管理者は伊達浅之助に代わり､さらに文化年間には伊達林右衛門がその地位に就いた。1816年（文化13年）7月、伊達氏が信仰する安芸国厳島神社より市杵島姫命の分霊を祭る。
1861年（文久元年）5月、社殿を再建。
1876年（明治9年）、「増毛郡総鎮守」として社格を郷社と定められる。
1893年（明治26年）、安芸国厳島神社より改めて分霊を祭る。
1899年（明治32年）に社殿を移転するが､同年に本殿を新築しようという話が持ち上がり、1901年（明治34年）に落成遷座祭を行う。
1967年（昭和42年）､北海道開基百年の遺跡として､知事より指定を受ける。
1990年（平成2年）､本殿を増毛町有形文化財指定第1号に指定される。
1996年（平成8年）9月､古茶内山の上にあった三吉神社より大己貴神と小彦名神を合祀する。
1998年（平成10年）8月、信砂御料にあった熊野神社を合祀する。

## 祭神
- 市杵島姫命（いちきしまひめのみこと）
- 保食神（うけもちのかみ）
- 神龍宇賀之霊神（しんりゅううがのみたまのかみ）
- 大己貴神（おおなむちのかみ）
- 小彦名神（すくなひこなのかみ）

## 本殿
1901年（明治34年）に落成したケヤキ造りの本殿には、入念な彫刻が施されている。新潟県柏崎の彫刻師・篠田宗吉が、2人の弟子とともに2年の歳月をかけて完成させたものといわれる。
雲龍の天井絵は狩野派の画家・狩野勝玉によるもので、その周りの格子天井絵は地元の画家・平子聖龍が描いた。